# Hwang Sun-woo
Hwang Sun-woo (en coreano: 황선우; Suwon, 21 de mayo de 2003) es un deportista surcoreano que compite en natación, especialista en el estilo libre.
Ganó cuatro medallas en el Campeonato Mundial de Natación entre los años 2022 y 2024, y dos medallas de oro en el Campeonato Mundial de Natación en Piscina Corta, en los años 2021 y 2022.
Participó en los Juegos Olímpicos de Tokio 2020, ocupando el quinto lugar en los 100 m libre y el séptimo en los 200 m libre. Fue el abanderado de Corea del Sur en la ceremonia de apertura de los Juegos de Tokio 2020.

## Palmarés internacional
| Campeonato Mundial                  | Campeonato Mundial    | Campeonato Mundial | Campeonato Mundial |
| Año                                 | Lugar                 | Medalla            | Prueba             |
| ----------------------------------- | --------------------- | ------------------ | ------------------ |
| 2022                                | Budapest (Hungría)    | Medalla de plata   | 200 m libre        |
| 2023                                | Fukuoka (Japón)       | Medalla de bronce  | 200 m libre        |
| 2024                                | Doha (Catar)          | Medalla de oro     | 200 m libre        |
| 2024                                | Doha (Catar)          | Medalla de plata   | 4 × 200 m libre    |
| Campeonato Mundial en Piscina Corta |                       |                    |                    |
| Año                                 | Lugar                 | Medalla            | Prueba             |
| 2021                                | Abu Dabi (EAU)        | Medalla de oro     | 200 m libre        |
| 2022                                | Melbourne (Australia) | Medalla de oro     | 200 m libre        |